# .ht
A .ht Haiti internetes legfelső szintű tartomány kódja, melyet 1997-ben hoztak létre.